# Helge Payer
Helge Payer (ur. 9 sierpnia 1979 w Wels), bramkarz reprezentacji Austrii.
Jest wychowankiem Eintrachtu Wels, następnie trenował w szkółce piłkarskiej Rapidu, skąd wypożyczono go do ASK Kottingbrunn. W pierwszej drużynie Rapidu występuje od 2001 roku. Wywalczył wtedy wicemistrzostwo Austrii i stał się pierwszym bramkarzem klubu. W 2005 roku został po raz pierwszy w karierze mistrzem Austrii i dotarł też do finału Pucharu Austrii. W sezonie 2005/2006 zadebiutował w fazie grupowej Ligi Mistrzów.
W reprezentacji Austrii zadebiutował 11 czerwca 2003 roku w wygranym 5:0 meczu z Białorusią, rozegranym w ramach eliminacji do Euro 2004. Obecnie o miejsce w kadrze walczy z Andreasem Schranzem i Alexem Manningerem.